# Éric Lange
Ne doit pas être confondu avec Eric Lange.
Éric Lange est un animateur de radio français, ayant exercé sur plusieurs stations (Fun Radio, Skyrock, RFM, etc). Il fut aussi voix-off pour Radio FG et pour l'émission Radio Arthur sur Europe 2. Il fut aussi, en particulier, l'animateur de Allô la planète, sur France Inter, émission créée en 2006 et transférée en 2010 sur Le Mouv'.

## Parcours radiophonique
- Skyrock, rédacteur en chef en 1986. Participe à la création de la radio
- Medi 1 (Radio Méditerranée internationale), au Maroc, journaliste[1].
- Matinales sur RFM avec Malher.
- Fun en Voyage, chroniques voyages autour du monde Fun Radio
- Animateur musical sur RFM
- Mission-Terre, chroniques voyages autour du monde Skyrock
- Fun Voyages, chroniques voyages autour du monde Fun Radio et Fun TV
- Fun Radio à New York.
- Rédacteur en chef Fun Radio.
- Ça va vous faire coucher tard, RFM, 2001, avec Mahler[2]
- Les carnets de l'or noir sur RFM
- Europe 2, 2001, Ambient Europe 2 (voix-off)
- Radio Arthur, Europe 2, septembre 2005 - février 2006, (voix-off)
- Allô la planète
  - France Inter, 2006 - 2010
  - Le Mouv', septembre 2011 - décembre 2014
  - Réseau Outre-Mer première, septembre 2015
  - Podcasting[3], octobre 2016
  - Sud Radio - été 2016
  - Podcasting - 2017-2018
- Ça vous dérange, France Inter, Été 2007, Été 2008, été 2009
- Le Forum du Mouv', Le Mouv', septembre 2010 - juin 2011
- Radio Perfecto, depuis juin 2017 pour Rock & Road l'émission et habillage antenne
- Formateur INA pour les métiers de la radio depuis 2016.
- Cofondateur d'Allô la Planète, la radio voyage en janvier 2019
- RTL Le 5 à 7 le week end juillet-août 2019
- RTL les matinales 5H / 6H30 juillet-aout 2020, tous les jours
- Rédacteur en Chef Wada7, site infos arabophone.
- Podcast fiction: "Dominos" Lagardère-studio.
- Podcast fiction: "La plus grande histoire du monde" Radio Perfecto.
- Podcast portrait: "Une histoire d'optimisme" Slate.fr
- Podcast voyages: "Allo La Planète" Chapka Assurance.
- Podcast fiction: "Dominos saison 2" Lagardère Studio / Sybel.
- Actuellement (12.12.21): Rédacteur en Chef Podcast Story.
- Auteur RTL "Entrez dans l'histoire"
- Auteur RTL "Confidentiels RTL"
- Auteur Eric Brunet RTL "Les Salauds de l'histoire".
- Auteur et voix off habillage FG et Maxximum.
- Auteur Europe 1 "Au coeur de l'histoire"

## Publications
- Le Sauveteur de touristes, Nice, Taurnada Editions, 2015, 268 p. (ISBN 978-2-37258-012-0)
- Il ne nous reste que la violence, Paris, La Martinière, 2017, 192 p. (ISBN 978-2-7324-8312-2)
- Les Carnets de l'Or Noir, Editions Hachette, 1999.  (ISBN 9782012600645)